# Arwarton
Arwarton är en civil parish i Babergh, Suffolk, Storbritannien.   Den ligger i grevskapet Suffolk och riksdelen England, i den sydöstra delen av landet, 110 km nordost om huvudstaden London. Orten har 126 invånare (2011).